# Empoasca excavata
Empoasca excavata är en insektsart som beskrevs av Rauno E. Linnavuori och Delong 1977. Empoasca excavata ingår i släktet Empoasca och familjen dvärgstritar. Inga underarter finns listade i Catalogue of Life.